# メディアシーク
株式会社メディアシーク（英文社名：Mediaseek, Inc.）は、東京都港区白金に本社を置く、システム開発や、情報技術のコンサルティングを行う日本の会社。

## 概要
2000年に設立されたシステム開発会社。
トランス・コスモスや、バンダイネットワークスからの出資を受け、携帯電話向けコンテンツ配信サービスなどを手掛け、設立から9カ月で東京証券取引所マザーズに上場にした。
2021年には投資先のデリバリーコンサルティングが東京証券取引所マザーズに上場し、売却に伴い特別利益を計上した。
2024年4月26日、日本リビング保証と経営統合に関する基本合意書を締結。同年10月30日付で東京証券取引所グロース市場上場廃止となり、同年11月1日付で株式交換によりSolvvy（同日付で日本リビング保証から商号変更）の完全子会社となった。

## 沿革
- 2000年 東京都港区麻布台に設立。東京証券取引所マザーズに上場[2]。
- 2005年 株式会社デリバリーを子会社化する[2]。
- 2016年 子会社株式会社デリバリーが株式会社デリバリーコンサルティングに商号変更[2]。
- 2020年 スポーツ分析プラットフォームを提供するRUN.EDGE株式会社が実施した第三者割当増資を株式会社メディアシークキャピタルを通して引き受け
- 2021年 株式会社デリバリーコンサルティングが東京証券取引所マザーズに上場し、持分法適用関連会社から離脱[2]。
- 2022年
  - 東京証券取引所の市場区分の見直しにより、東京証券取引所マザーズからグロース市場に移行
  - 医療機器プログラムの受託開発事業を開始
- 2023年
  - アトラグループ株式会社と接骨院向けヘルステック事業のサービス開発において連携を開始
  - 継続課金対応のクレジットカード決済サービス「エスコレ」の提供を開始
- 2024年 10月30日に東京証券取引所グロース市場上場廃止。11月1日にSolvvy（同日付で日本リビング保証から商号変更）の完全子会社となる[1][5]